# Грозьо Грозев
Грозьо Стойков Грозев е български офицер, военен, впоследствие генерал-майор от МВР.

## Биография
Роден е на 15 март 1930 г. в хасковското село Ябълково. Завършва Висшето военно училище „Васил Левски“. По-късно учи във Военната академия „Г. С. Раковски“ и Генералщабната военна академия „Ворошилов“ в Москва. През 1974 г. защитава докторска дисертация по военни науки. Службата му започва в полка в Крумовград. След това последователно служи в щаба като началник на Оперативно управление на първа армия в София, щаба на втора армия като началник на Оперативно управление в Пловдив. Известно време е адютант на на министъра на народната отбрана Добри Джуров. След 1973 г. преминава в Командване на Сухопътни войски. В Генералния щаб работи в Оперативното управление и е негов заместник-началник. По заповед преминава на работа в Министерството на вътрешните работи, където отговаря за секретното военно строителство. Известно време е заместник-началник на Академията на МВР.
До 1990 г. е началник на мобилизационния 5 отдел на Държавна сигурност. Пенсионира се на 1 юли 1990 г. След 1990 г. е член на БСП. Членува също и в Съюза на офицерите и сержантите от запаса в столичния район „Изгрев“, на който е ръководител дълги години. 
Издава мемоари „Недосегаемият комбинатор“ през 2006 г. Умира на 20 септември 2022 г.